# Alois Günthard
Alois Günthard (Adliswil, 10 oktober 1913 - Zürich, 10 november 1976), was een Zwitsers politicus.
Alois Günthard volgde middelbaar onderwijs in Trogen. Nadien werkte hij voor het boerenbedrijf van zijn ouders, dat hij in 1942 overnam. Hij volgde van 1936 tot 1937 twee semesters Franse literatuur te Besançon. Van 1947 tot 1963 was hij bezirksrichter
Alois Günthard was lid van de Boeren-, Arbeiders- en Burgerpartij (sinds 1971 Zwitserse Volkspartij geheten). Van 1946 tot 1953 was hij wethouder Openbare Werken van de gemeente Adliswil en van 1953 tot 1963 was hij gemeentepresident (dat wil zeggen burgemeester) van Adliswil. Van 1959 tot 1963 was hij lid van de Kantonsraad van Zürich. Van 1963 tot zijn overlijden in 1976 was hij lid van de Regeringsraad van het kanton Zürich. Hij beheerde de departementen van Politie en Militaire Zaken (1963-1967) en van Openbare Werken (1967-1976).
Alois Günthard was van 1 mei 1969 tot 30 april 1970 en van 1 mei tot zijn overlijden op 10 november 1976 voorzitter van de Regeringsraad (dat wil zeggen regeringsleider van Zürich).